# عرفية خاصة
العرفية الخاصة هي العرفية العامة مع قيد «اللادوام» بحسب الذات، وهي إن كانت موجبة، كما في قولنا: كل كاتب متحرك الأصابع ما دام كاتبا لا دائما، فتركيبها من موجبة عرفية عامة وهي الجزء الأول، وسالبة مطلقة عامة وهي مفهوم «اللادوام»، وإن كانت سالبة كما تقدم من قولنا: لا شيء من الكاتب ساكن الأصابع ما دام كاتباً لا دائما، فتركيبها من سالبة عرفية عامة، وموجبة مطلقة عامة.